# 무산광산선
무산광산선(茂山鑛山線)은 무산선의 철송청년역에서 분기해 동 노선의 무산철산역 인근을 지나 무산광산역까지 이어지는 3.0km의 지선이다. 무산광산연합기업소 전용선이기 때문에 중요하게 관리되고 있다.

## 역 목록
- 철송청년역(鐵松靑年驛)
- 무산광산역(茂山鑛山驛)